# Kola Donja
Kola Donja so naselje v mestu Banjaluka, Bosna in Hercegovina. 

## Deli naselja
Božići, Diljevići, Đukići, Gojići, Janjići, Javorci, Kola Donja, Koprene, Krečari, Mandići, Markovići, Moconji, Pašalići, Purići, Trubajići in Vukliševići.

## Prebivalstvo
| Pregled števila prebivalcev po letih | Pregled števila prebivalcev po letih | Pregled števila prebivalcev po letih | Pregled števila prebivalcev po letih | Pregled števila prebivalcev po letih | Pregled števila prebivalcev po letih |
| ------------------------------------ | ------------------------------------ | ------------------------------------ | ------------------------------------ | ------------------------------------ | ------------------------------------ |
| 1948                                 | 1953                                 | 1961                                 | 1971                                 | 1981                                 | 1991                                 |
| -                                    | -                                    | 3.827                                | 1.049                                | 875                                  | 757                                  |

| Narodna sestava prebivalstva po letih                                                                                          | Narodna sestava prebivalstva po letih                                                                                       | Narodna sestava prebivalstva po letih                                                                                      |
| --- | --- | --- |
| 1971 | 1981 | 1991 |
| . skupaj: 1.049 Srbi 1.045 (99,61 %) Hrvati 1 (0,09 %) Muslimani 0 (0,00 %) Jugoslovani 0 (0,00 %) drugi in neznano 3 (0,28 %) | . skupaj: 875 Srbi 861 (98,40 %) Hrvati 1 (0,11 %) Muslimani 0 (0,00 %) Jugoslovani 11 (1,25 %) drugi in neznano 2 (0,22 %) | . skupaj: 757 Srbi 741 (97,88 %) Hrvati 1 (0,13 %) Muslimani 0 (0,00 %) Jugoslovani 7 (0,92 %) drugi in neznano 8 (1,05 %) |